# 田宫高麿
田宫高麿（日语：田宮 高麿/たみや たかまろ，1943年1月29日—1995年11月30日），日本新左翼恐怖分子，共产主义者同盟赤军派军事委员长，1970年策划了淀号劫机事件，后再朝鲜平壤去世。